# Confederación Nacional del Trabajo
De Confederación Nacional del Trabajo (kortweg: CNT, Nederlands: 'Nationale Arbeidsconfederatie') is een Spaanse vakbond op anarchistische grondslag, en is historisch gezien de meest invloedrijke en machtigste anarchosyndicalistische vakbond.

## Geschiedenis

### Ontstaan
Eind 19e eeuw, als logisch gevolg van het ontstaan van het proletariaat in de Industriële Revolutie, ontstaan er in Spanje verschillende arbeidersbewegingen vanuit diverse ideologieën. Vanuit deze bewegingen worden vakbonden opgericht die meestal niet een lang leven beschoren zijn. De eerste die zich weet te handhaven is de UGT, verbonden aan de PSOE, de socialistische arbeiderspartij. Begin 20e eeuw ontstaat er ook vanuit anarchistische kringen de roep een stabiele vakbond op te richten. In 1910 wordt in Barcelona de Confederación Nacional de Trabajo opgericht. Aanvankelijk zet de vakbond zich af tegen UGT, maar na een paar jaar beginnen de bonden samen te werken. Ook wordt de CNT in 1919 lid van de Communistische Internationale, maar daar wordt in 1922 definitief weer mee gebroken.
Wanneer in 1923 Primo de Rivera aan de macht komt en een dictatuur in Spanje vestigt, wordt de vakbond verboden. In 1927 wordt in Valencia door een aantal leden van de CNT de Federación Anarquista Ibérica (FAI) opgericht, met als doel het anarchistische grondbeginsel weer centraal te stellen. Tegenwoordig zijn de organisaties van CNT en FAI nauw met elkaar verbonden en handelen zij samen.

### Tweede Republiek en Burgeroorlog
Na de val van Primo de Rivero stond CNT in eerste instantie welwillend tegenover de Tweede Republiek, maar na herhaaldelijke aanvaringen met de autoriteiten en stakingen, en met name het bloedbad bij Casas Viejas tijdens de Januariopstand van 1933, komt de bond recht tegenover de Republikeinse regering te staan. Andere opstanden volgen, waaronder die in oktober 1934 in Catalonië en Asturië. Meer dan 30.000 personen worden gevangengenomen. Ook krijgt de bond te maken met interne verdeeldheid in deze periode.
Volgens politiedocumenten uit 1935 had de CNT toentertijd ongeveer 1,58 miljoen leden. Uiteindelijk werd de bond in 1936 opnieuw verboden. Desalniettemin vecht CNT ondergronds aan republikeinse zijde tegen de nationalisten onder aanvoering van Francisco Franco. In Barcelona nemen de anarchisten zelfs de stad over, en ook in grote gedeelten van Aragón hebben ze de touwtjes in handen. Hele gebieden worden georganiseerd naar anarchistisch model, waarin de grond bezit wordt van het collectief. Tegen het einde van de burgeroorlog raken de republikeinen onderling in conflict, waarvan de Meidagen van 1937 een van de meest bloederige episodes is. George Orwell doet in zijn boek Saluut aan Catalonië uitgebreid verslag van deze periode.

### Dictatuur van Franco
Na de overwinning van Franco in de burgeroorlog, wordt in 1939 de bond verboden, en in 1940 wordt door het regime het sindicato vertical opgericht, dat voortaan de enige vakbond moet zijn. CNT zet zijn activiteiten gedeeltelijk in de clandestiniteit en gedeeltelijk in ballingschap voort. De beweging verliest steeds meer aanhang en invloed. Pas in de jaren 60 wordt deze tendens gekeerd, als het anarchosyndicalisme weer aan invloed toeneemt, parallel aan, en zelfs binnen het ontstaan van de Comisiones Obreras en daaraan gerelateerde katholieke bewegingen die zich verzetten tegen het regime.

### Democratische overgang tot heden

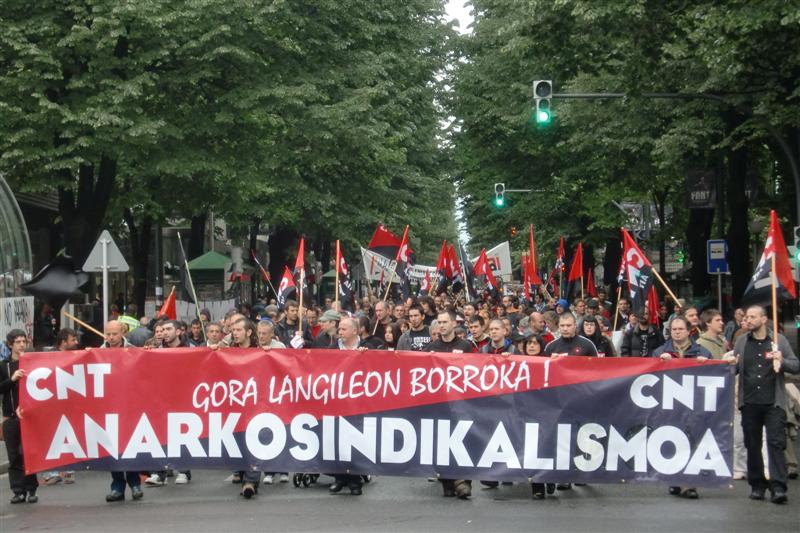
1 mei manifestatie van CNT in Bilbao

Als na de dood van Franco de democratie opnieuw in wordt gevoerd kan CNT in 1979 voor het eerst sinds 1936 een congres organiseren. Tijdens dit congres in Madrid verwerpt de bond deelname aan ondernemingsraden en de verkiezingen daarvoor, wordt besloten staatssubsidie te weigeren en het oprichten van bondssecties binnen bedrijven te bevorderen.
Tijdens dit congres splitst een aantal leden, dat het niet eens is met het verwerpen van deelname aan ondernemingsraden, zich af en noemt zich CNT van Valencia, in verwijzing naar het alternatieve congres dat zij in die stad organiseren. Als in 1989 het geschil over de naam in voordeel van de huidige CNT wordt geslecht, besluit de afsplitsing zich CGT (Confederación General del Trabajo) te noemen. Deze vakbond bestaat vandaag de dag ook nog steeds, neemt ook zitting in ondernemingsraden en ontvangt zelfs subsidies. Deze twee laatste factoren zijn nog steeds het belangrijkste geschilpunt tussen beide bonden.
Sinds de jaren 90 van de 20e eeuw is de vakbond actief bezig met het terugkrijgen van de eigendommen die in 1939 door het Franquistische regime onteigend zijn. Verder organiseert de bond vele stakingen protestacties tegen het huidige kapitalistische systeem.

## Ideologie
Als vakbond zet de CNT zich volgens de statuten in voor de volgende doelen:
- Het ontwikkelen van gemeenschapszin tussen werknemers, door ze te laten begrijpen dat alleen op die wijze ze hun morele en materiële toestand kunnen verbeteren in de huidige samenleving, en de weg voor te bereiden voor volledige toekomstige emancipatie, dankzij het in handen krijgen van productie- en consumptiemiddelen.
- Wederzijdse hulp tussen aangesloten collectieven, altijd als dat nodig is en wanneer zij dat vragen, in geval van staking of alle andere mogelijke situaties die zich aan kunnen dienen.
- Relaties onderhouden met alle arbeidersorganisaties die, op nationaal of internationaal niveau, zich inzetten voor de volledige emancipatie van werknemers.

De activiteiten van de bond gaan verder dan het behartigen van de belangen van werknemers. Als syndicalistische organisatie zet CNT zich in voor een verandering van de maatschappij in het algemeen. De bond heeft een aantal doelstellingen geformuleerd die de nieuwe anarchistische maatschappij omschrijven en heeft zich daarbij geïnspireerd op onder anderen het anarchocommunisme. Onderdeel hiervan zijn ook het behartigen van de belangen van gevangenen, vrouwen, krakers, het antimilitarisme en de milieubeweging.

## Organisatie

### Lidmaatschap
Bijna iedereen kan lid worden van CNT. Uitgesloten van lidmaatschap zijn leden van politiekorpsen, leger en andere gewapende machten, en mensen die zelf werknemers in dienst hebben op contractbasis. Het is wel mogelijk lidmaatschap van CNT te combineren met lidmaatschap van politieke partijen en andere vakbonden, maar het is niet de bedoeling in beide militant te zijn.
Door de anarchistische aard van de vakbond zijn er geen officiële cijfers over ledenaantallen. Deze worden niet bijgehouden en bovendien identificeert niet elk lid of donateur zich in dezelfde mate met de bond. Schattingen lopen uiteen van 10.000 tot 50.000 leden.

### Structuur

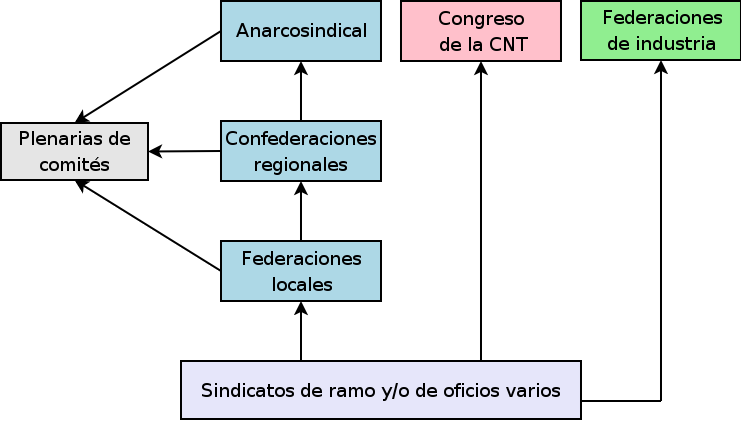
Organigram van CNT

De bestuursstructuur van CNT is ontworpen om bureaucratie en concentratie van te veel macht in één orgaan tegen te gaan. De basis van de confederatie bestaat uit bonden die actief zijn binnen één economische sector of productielijn. Pas bij minder dan 25 personen kan een algemene bond op worden gericht, en bij minder dan vijf een 'confederale kern'. Binnen deze bonden worden de belangrijkste beslissingen genomen door middel van consensus en directe democratie. Zij kunnen besluiten tot het oprichten van een centraal comité dat de actie coördineert, maar dat in geen enkel geval beslissingsbevoegd kan zijn.
Deze bonden of kernen groeperen zich in lokale en op hoger niveau regionale confederaties. In het geval er in deze confederaties beslissingen genomen moeten worden, dienen de afgevaardigden van de aangesloten bonden te stemmen volgens de beslissingen die voorafgaand in de eigen bond in een plenaire bijeenkomst zijn genomen. De indeling van regionale bonden volgt niet de bestuurlijke indeling van Spanje in autonome gemeenschappen.
Dit schema herhaalt zich op nationaal niveau. Ook verkiezen de regionale confederaties de nationale secretaris-generaal van de bond. Het nationaal comité van de bond is het comité van de lokale bond waar de secretaris-generaal uit voorkomt. Een bijzonderheid hierbij is dat de zetel van deze lokale bond ook het nationale hoofdkantoor van de CNT zal zijn. Hierdoor heeft de bond geen vast hoofdkantoor, maar wisselt de locatie van de zetel van de bond dus bij elke verkiezing van een nieuwe secretaris-generaal. Op dit moment zetelt het nationaal comité in Córdoba.

### Neveninstellingen
Verder beschikt de bond over de volgende organen:
- El CNT - een maandblad dat een onafhankelijk orgaan binnen de bond is
- Stichting Anselmo Lorenzo - een studiecentrum dat zich bezighoudt met het herstellen en onderhouden van de geschiedenis van het anarchisme in Spanje.

Verder onderhoudt de bond actief contact met de Internationale Arbeidersassociatie (IAA/AIT), een internationale koepelorganisatie van anarchistische vakbonden.